# Поклик Ктулху (рольова гра)
Поклик Ктулху — настільна рольова гра в жанрі фантастики жахів, заснована на одноіменному містичному оповіданні Говарда Лавкрафта та всесвіту Мітів Ктулху. Вперше гра була випущена видавництвом Chaosium у 1981 році. Українською ліцензований переклад останньої, сьомої редакції, випускається видавництвом Geekach. Гра використовує ігрову систему Basic Role-Playing (BRP) з додатковими правилами для підтримки жанру жахів, зокрема механіками глузду та талану.

## Геймплей

### Сетинги
Події Поклику Ктулху розгортаються в темнішій версії нашого світу та базуються на спостереженні Лавкрафта про те, що «найдавнішою і найсильнішою емоцією людства є страх, а найдавнішим і найсильнішим видом страху є страх перед невідомим» з його есе «Надприродні жахи в літературі». Оригінальне видання, вперше опубліковане в 1981 році, використовує систему Basic Role-Playing як основу, а події гри розгортаються в 1920-х роках, як і оповідання Говарда Лавкрафта. Доповнення Cthulhu by Gaslight поєднує в собі окультизм і голмсіанську таємницю, а дія в основному відбувається в Англії 1890-х років. Cthulhu Now та Delta Green розгортаються в епоху сучасності та 1980-х, і покладаються на змови. Нещодавні сетинги включають також 1000 рік нашої ери (Cthulhu: Dark Ages), XXIII ст. (Cthulhu Rising) та стародавній Рим (Cthulhu Invictus). Головні герої також можуть подорожувати до локацій поза Землею, наприклад, до Країни Снів, описаній Лавкрафтом в Циклі снів, а також до інших планет чи космічного простору. Зберігаючи атмосферу Лавкрафта, ігровий майстер в цій грі називається Вартовим потаємного знання («Вартовий»), а персонажі гравців — Дослідниками невідомого («Дослідники»).
Хоча гра і зосереджена на фантастиці Лавкрафта та жахах, грати в неї можна не лише в сетингу Мітів Ктулху. Систему можна адаптувати для фольклорних жахів, сетингів інших авторів та навіть для власних сетингів, створених ігровим майстром та/або гравцями.

### Механіки
Поклик Ктулху використовує систему Basic Role-Playing, вперше розроблену для RuneQuest та застосовувану в інших іграх Chaosium. Система заснована на вміннях, і успішне використання цих вмінь призводить до їх покращення. Втім, кількість очок здоров'я у персонажів з часом не змінюється, і їх не стає важче вбити. У грі не використовуються рівні.
Поклик Ктулху використовує кості відсотків (випадкові значення від 1 до 100), аби визначити успіх чи провал. Кожне вміння представляє собою імовірність успіху конкретної дії у відсотках, якщо персонаж гравця здатен здійснити таку дію. Наприклад, художник має шанс 75 % зробити якісний скетч (має вміння Малювання 75), тобто гравець має отримати значення 75 або менше на костях для успіху. Результат, що дорівнює 1/5 вміння, вважається «екстримальним успіхом» (або «екстримальними пошкодженнями» для бойових навичок) і може мати додаткові позитивні наслідки, що визначаються Вартовим. Наприклад, художник може зробити особливо хороший скетч чи зробити це особливо швидко, або ж замалювати неочевидну важливу деталь.
Гравці відіграють ролі звичайних людей, що потрапляють у невідоме. Типовими персонажами гравців є детективи, злочинці, вчені, художники, ветерани війни, тощо. Часто події починаються досить буденно, але згодом розкривається дедалі більше таємниць. У міру того, як персонажі дізнаються дедалі більше про справжні жахи світу та нікчемність людства, вони поступово втрачають здоровий глузд (представлений в грі «Очками глузду», скорочено ГЗД). Гра має спеціальну механіку для визначення, яку кількість ГЗД втрачає персонаж гравця при зустрічі з жахами. Часто аби отримати інструменти для перемоги над жахами — містичні знання та магію — персонажі можуть втратити частину глузду, проте інші способи, як-от груба сила чи хитрість, також можуть привести до бажаного результату. В Поклику Ктулху персонажі гравців нерідко помирають за жахливих обставин чи потрапляють в психіатричну лікарню. Перемога гравців не гарантована.

## Історія
Початком Поклику Ктулху стала гра Dark Worlds, замовлена Chaosium, але так ніколи і не опублікована. Пізніше Сенді Петерсен зв'язався з Chaosium з пропозицією написати доповнення до їх популярної гри RuneQuest за мотивами Країни Снів Лавкрафта. Він взявся за написання Поклику Ктулху, і в 1981 році гра побачила світ. Петерсен підтримував перші чотири видання гри, вносячи лише незначні зміни до системи. Розробку продовжив Лінн Вілліс, ставши співавтором п'ятого та шостого видань гри. Після смерті Вілліса у 2013 році, головним редактором став Майк Мейсон, продовживши розробку разом з Полом Фрікером. Разом вони внесли в сьоме видання гри більше змін, ніж було в будь-якому попередньому виданні, і воно було випущено в 2014 році.

### Видання
| Видання                | Рік публікації | Формат                                             | Примітки |
| ---------------------- | -------------- | -------------------------------------------------- | --- |
| Перше видання          | 1981           | Бокс-сет                                           | Додатково до книги правил, включає 16-сторінковий буклет Basic Role-Playing.                                                                   |
| Друге видання          | 1983           | Бокс-сет                                           | Включає лише книгу правил; має незначні зміни в правилах.                                                                                      |
| Третє видання          | 1986           | Бокс-сет                                           | Розділяє правила на окремі буклети: Книгу Дослідника та Книгу Вартового.                                                                       |
| Четверте видання       | 1989           | М'яка палітурка                                    | Включає вміст доповнень Cthulhu Companion та Fragments of Fear: The Second Cthulhu Companion.                                                  |
| П'яте видання          | 1992           | М'яка палітурка                                    | Перше видання, співавтором якого став Лінн Вілліс.                                                                                             |
| Видання 5.5            | 1998           | М'яка палітурка                                    | Реорганізована та оновлена версія 5-го видання з новою обкладинкою. На титульній сторінці з'явилося позначення «Видання 5.5».                  |
| Видання 5.6            | 1999           | Тверда палітурка                                   | Виправлено друкарські помилки; на титульній сторінці з'явилося позначення «Видання 5.6».                                                       |
| Видання 5.6.1          | 2001           | Тверда палітурка                                   | Виправлено друкарські помилки; на титульній сторінці з'явилося позначення «Видання 5.6.1».                                                     |
| Видання до 20ї річниці | 2001           | Шкіряна палітурка                                  | Лімітований тираж у зеленій шкіряній обкладинці.                                                                                               |
| Шосте видання          | 2004           | М'яка палітурка, тверда палітурка, цифрове видання | Оформлення та вміст ідентичні до Видання до 20ї річниці.                                                                                       |
| Сьоме видання          | 2014           | М'яка палітурка, тверда палітурка, цифрове видання | Правила суттєво перероблені Полом Фрікером та Майком Мейсоном. Нова обкладинка та кольоровий макет. Друкована версія вийшла навесні 2016 року. |